# NGC 5491B
NGC 5491B (другие обозначения — NPM1G +06.0411, PGC 214225) — галактика в созвездии Дева.
Этот объект не входит в число перечисленных в оригинальной редакции «Нового общего каталога» и был добавлен позднее.